# Wolfgang Schaper
Wolfgang Schaper (* 11. Januar 1934 in Oschersleben) ist ein deutscher Kardiologe.
Nach dem Abitur studierte Schaper in Halle (Saale) Medizin und promovierte dort 1957. Ab 1960 war er Leiter des Herz-Kreislauf-Labors bei der Janssen Research Foundation in Beerse/Belgien. Er habilitierte sich 1967 an der KU Leuven in Belgien. Von 1972 bis zu seiner Emeritierung 2004 war er Direktor der Abteilung Experimentelle Kardiologie des Max-Planck-Instituts für physiologische und klinische Forschung in Bad Nauheim und lange Jahre dessen Geschäftsführender Direktor. Ab 1973 war er Honorarprofessor für experimentelle Kardiologie an der Justus-Liebig-Universität Gießen. Von 1976 bis 1989 war Schaper ehrenamtlicher Geschäftsführer der Deutschen Gesellschaft für Kardiologie, Herz- und Kreislaufforschung.

## Ehrungen
- 1972 Arthur-Weber-Preis der Deutschen Gesellschaft für Kreislaufforschung
- 1982 Outstanding Research Award der International Society of Heart Research
- 1995 Ehrendoktorwürde der University of Strathclyde in Glasgow
- 1996 Preis der Spa-Foundation, Fondation Nationale pour la Recherche Scientifique
- 1997 Internationaler Preis der Slowakischen Akademie der Wissenschaften
- 1998 Basic Research Medal der European Society of Cardiology
- 1999 Alexander-von-Humboldt-Preis
- 2000 Carl Ludwig Medaille der Deutschen Gesellschaft für Kreislaufforschung
- 2002 Preis der Pitzer-Stiftung
- 2005 Großes Verdienstkreuz der Bundesrepublik Deutschland
- 2007 Ehrenbürgerwürde der Stadt Bad Nauheim